# Жатва (Омская область)
Жатва — железнодорожная станция (тип населенного пункта) в Таврическом районе Омской области. Входит в состав Новоуральского сельского поселения.

## География
Населённый пункт находится на расстоянии 38 км к северо-западу от рабочего посёлка Таврическое, административного центра района, и 84 км к юго-востоку от города Омск, административного центра области.

## Население
| 2010 |
| ---- |
| 495  |

### Национальный состав
Согласно результатам переписи 2002 года, в национальной структуре населения русские составляли 75 % из 567 чел.